# 軽井沢大賀ホール
1. ・ホール内観（客席から見たステージ）
2. ・ホール内観（ステージから見た客席）
3. ・ホワイエ
4. ・エントランスホール 等

軽井沢大賀ホール（かるいざわおおがホール）は、長野県北佐久郡軽井沢町にあるコンサートホール。

## 概要
ソニー名誉会長で声楽家でもある大賀典雄が、軽井沢に別荘を所有した機会をきっかけに、妻でピアニストである松原緑の「音楽が似合う軽井沢には上質なホールが必要」という言葉と、大賀の音に対する理想を実現するため、退職金によって寄贈された16億円の資金等によって建設され、2005年4月29日に開館した。私財によって建設された全国的にも珍しい大型コンサートホールとして、愛知県名古屋市にある『宗次ホール』とともに知られている。開館より2006年9月30日まで軽井沢町が運営していたが、同年10月1日より財団法人軽井沢大賀ホールへ運営が移管された。
ホール内のどの席へも音が均一に届くように建物の形状を五角形として設計された。主としてクラシック音楽のコンサートに利用されている。
2010年1月、ホールの2階席は横木に腰掛ける立ち見席のみだったが、利用者の要望により椅子が取り付けられ、2階席は140席から124席になった。しかし、立見席はホールを町に寄贈した大賀の「若者が良質の音楽に安い価格で触れることができるように」との意向で設けられたこともあり、一部はそのまま残されている。
大賀は、「軽井沢が、音楽面でオーストリアのザルツブルクやスイスのルツェルンのような町になってほしい」という願いも込めている。
2012年2月、指揮者のダニエル・ハーディングが初代芸術監督に就任することが発表される。

## 施設

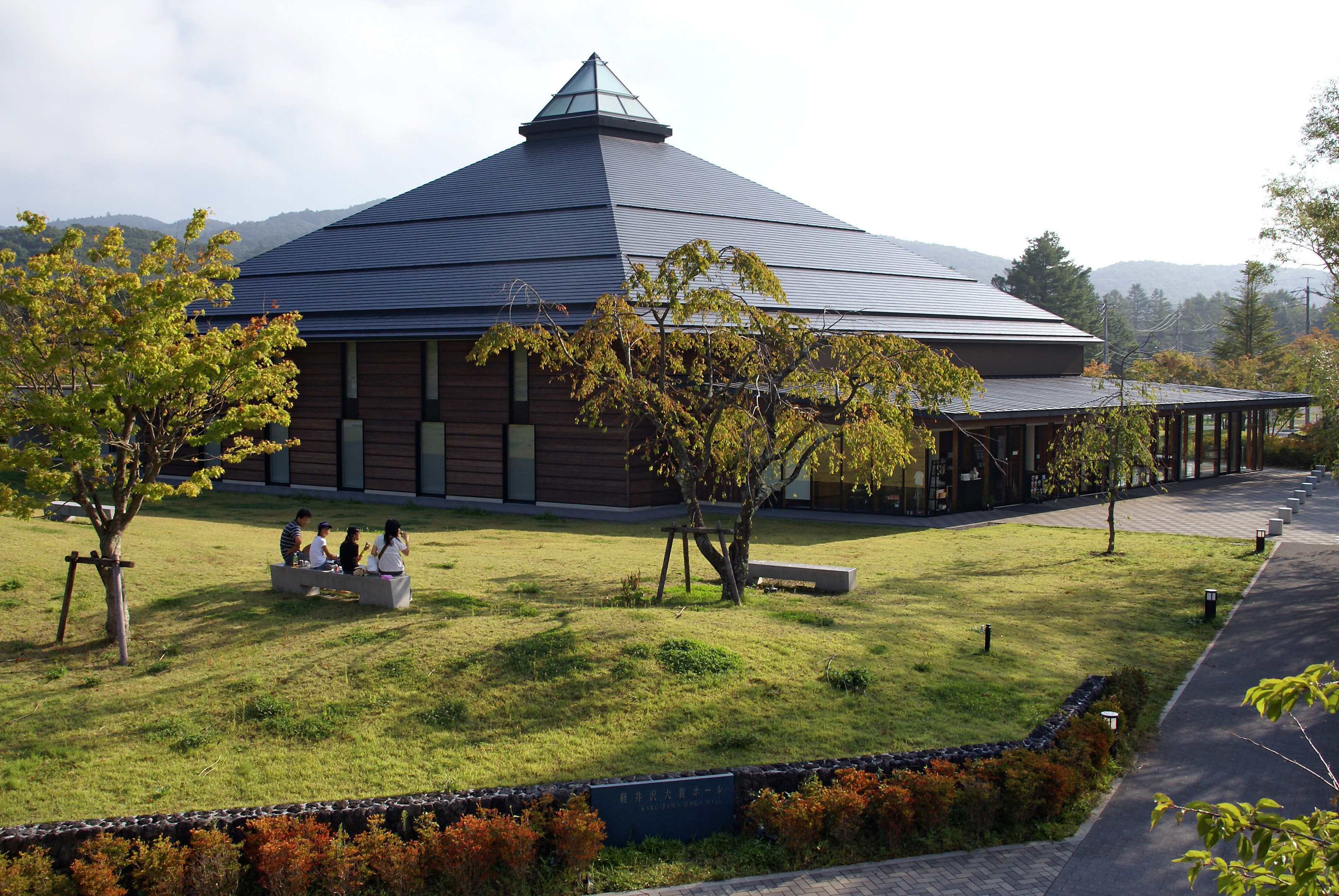
芝生庭園側

- ホール : 客席数784席（1階座席 660席、2階席 124席（椅子86、立ち見38）、その他車椅子席4席）
- ステージ : 面積 150m2、間口 22m、奥行 9m
- 天井最頂上部 : 14.5m
- 形状 : 5角形サラウンド
- 残響時間 : 1.6秒 - 1.8秒（満席時）
- 個室1 : 面積24m2、アップライトピアノ設置
- 個室2 : 面積24m2
- 楽屋1 : 面積33m2 （14 - 20名程度）
- 楽屋2 : 面積33m2 （14 - 20名程度）
- 楽屋3 : 面積33m2 （14 - 20名程度）
- 演奏者ラウンジ : 面積57m2 20名程度、セミグランドピアノ設置
- 芝生庭園 : 面積 1,800m2

## 建築概要
- 建物設計・施工 - 鹿島建設
- 音響設計 - 永田音響設計
- 竣工 - 2004年12月1日
- 規模 - 地上2階
- 最高部 - 18.9m
- 敷地面積 - 約6,500m2
- 建築面積 - 約2,400m2
- 延床面積 - 約2,800m2
- 所在地 - 〒389-0104 長野県北佐久郡軽井沢町軽井沢東28-4

## 周辺
- 矢ヶ崎公園
- 妙照寺 (長野県軽井沢町)